# کریستین بارتفای
کریستین بارتفای (انگلیسی: Krisztián Bártfai؛ زادهٔ ۱۶ ژوئیهٔ ۱۹۷۴) قایقران کایاک، و خلبان اهل مجارستان است.